# Dinosaurier-Museum der Präfektur Fukui
Das Dinosaurier-Museum der Präfektur Fukui (japanisch 福井県立恐竜博物館 Fukui Ken-ritsu Kyōryū Hakubutsukan) in Katsuyama, Präfektur Fukui, Japan, ist eines der führenden Dinosauriermuseen in Asien, das für seine Exponate fossiler Dinosaurier und seine paläontologische Forschung bekannt ist. Es befindet sich im „Nagaoyama-Park“ („Katsuyama Dinosaurier-Waldpark“) in der Nähe des Kitadani-Dinosaurier-Steinbruchs. Dort wurde die „Kitadani-Formation“ (japanisch 北谷層 Kitadani-sō), eine geologische Formation aus der Unterkreide aus Sedimentgestein, die zur „Tetori-Gruppe“, einer stratigraphischen Gruppe, gehört, freigelegt und eine große Anzahl von Dinosaurierresten, darunter Fukuiraptor kitadaniensis und Fukuisaurus tetoriensis, gefunden und ausgegraben.
Seit Oktober 2009 ist das gesamte Gebiet der Stadt Katsuyama als japanischer Geopark „Dinosaur Valley Fukui Katsuyama Geopark“ (japanisch 恐竜渓谷ふくい勝山ジオパーク) anerkannt. Seit Juli 2014 wird die Führung zur Feldstation neben der Ausgrabungsstätte von Ende April bis Anfang November angeboten. Dutzende von fossilen Exemplaren von fünf namentlich genannten Dinosauriern und ihre Ausgrabungsstätte sind seit Februar 2017 als Denkmäler in Japan ausgewiesen. Das Sekretariat der Asia Dinosaur Association (ADA) ist seit seiner Gründung im Jahr 2013 im Museum untergebracht.

## Geschichte

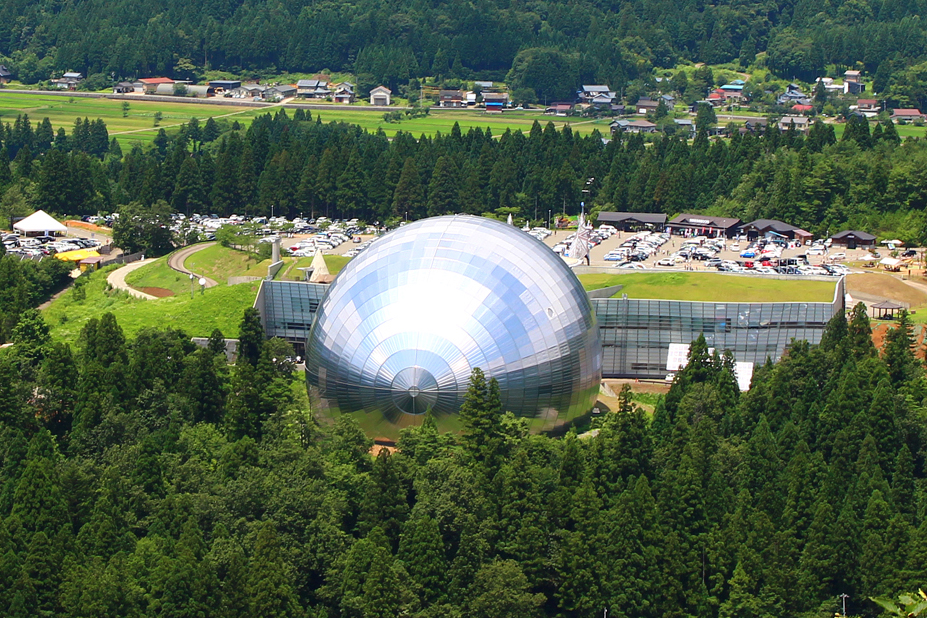
Dinosaurier-Museum der Präfektur Fukui (Außenansicht)

Das Dinosaurier-Museum der Präfektur Fukui wurde im Jahr 2000 als paläontologisches und geologisches Museum im Nagaoyama-Park in der Nähe der Dinosaurier-Ausgrabungsstätte eingerichtet (das Museum liegt etwa 5,5 km südwestlich von der Ausgrabungsstätte). Gleichzeitig wurde die Naturabteilung des Präfekturmuseums Fukui in das Dinosaurier-Museum der Präfektur Fukui überführt. Der Name wurde 2003 von „Fukui Prefectural Museum“ in „Fukui Prefectural Museum of Cultural History“ geändert.
- 1982: Ein fast vollständiges Skelett eines Krokodils wurde am Sugiyama-Arm des Takinami-Flusses in der Stadt Katsuyama in der Präfektur Fukui gefunden.[8]
- 1984 April: Eröffnung des „Fukui Prefectural Museum“ in der Stadt Fukui der Präfektur Fukui (wurde 2003 umbenannt in „Fukui Prefectural Museum of Cultural History“).
- 1988: Zwei Zähne von fleischfressenden Dinosaurier wurden zusammen mit einem Krokodilskelett bei der Voruntersuchung des Museums entdeckt.[8]
- 1989: Das erste Dinosaurier-Ausgrabungsprojekt wurde 5 Jahre lang (1989–1993) durchgeführt.[8]
- 1995: Das zweite Dinosaurier-Ausgrabungsprojekt wurde 5 Jahre lang durchgeführt (1995–1999).[8]

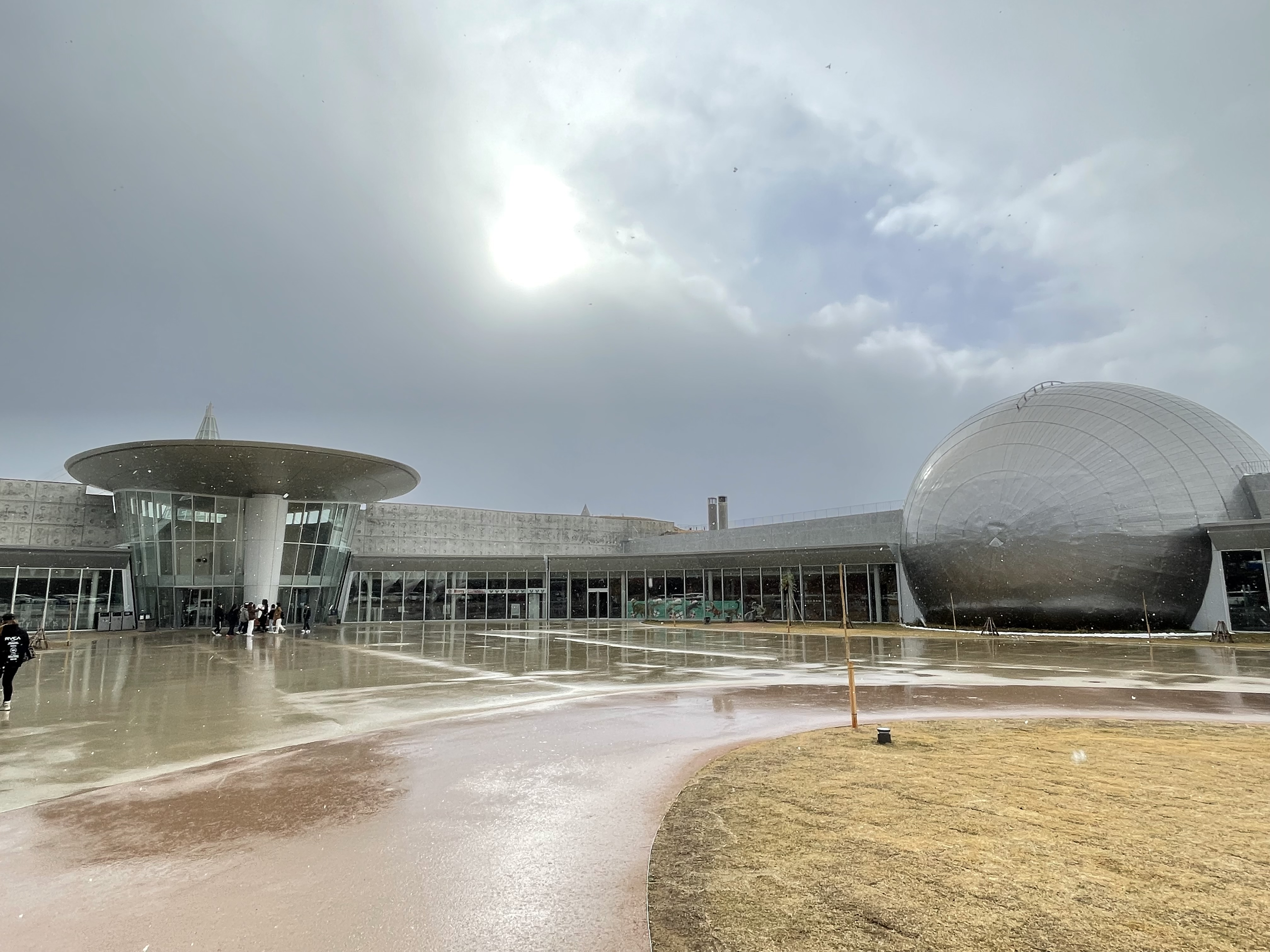
Dinosaurier-Museum der Präfektur Fukui nach der Erweiterung und Renovierung (2023)

- Juli 1998: Beginn des Baus des Museumsgebäudes.[9]
- Juni 2000: Fertigstellung des Museums.[9]
- Juni 2000: Das gefundene Fossil Fukuiraptor kitadaniensis wurde benannt.[10]
- 14. Juli 2000: Das Dinosaurier-Museum der Präfektur Fukui wurde eröffnet.[9]
- März 2003: Das Fossil Fukuisaurus tetoriensis wurde benannt.[11]
- 2007: Das dritte Dinosaurier-Ausgrabungsprojekt wurde 4 Jahre lang (2007–2010) durchgeführt.[8]
- 2010: Das Fossil Fukuititan nipponensis wurde benannt.[12]
- Juli 2013: Die „Asia Dinosaur Association“ (ADA) wurde gegründet und ihr Sekretariat im Dinosaurier-Museum der Präfektur Fukui angesiedelt.[13]
- Juli 2014: Die Feldstation wurde in der Nähe des Dinosaurier-Steinbruchs eröffnet.[14][15]
- 2015: Das Fossil Koshisaurus katsuyama wurde benannt.[16]
- 2016: Das Fossil Fukuivenator paradoxus wurde benannt.[17]
- 9. Februar 2017: Dinosaurierfossilien von 5 Arten und der Aufschluss der Ausgrabungsstätte wurden als nationales Naturdenkmal ausgewiesen.[18]
- 2019: Das Fossil Fukuipteryx prima wurde benannt.[19]

## Themen und Ausstellungen

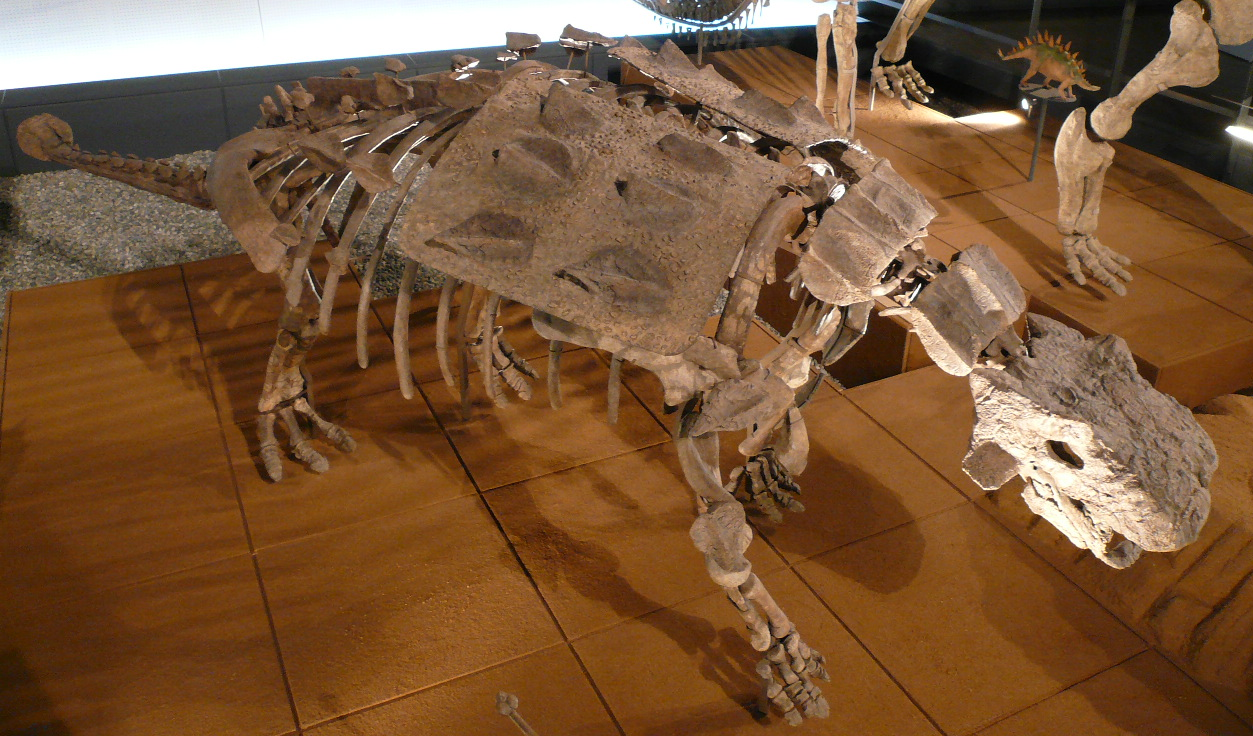
Euoplocephalus-Skelett

Die Ausstellung ist grob in 5 Bereiche unterteilt: „Dino-Straße“, „Welt der Dinosaurier“, „Wissenschaft der Erde“, „Geschichte des Lebens“ und „Dino-Labor“.
Der Museumseingang befindet sich in der dritten Etage des Gebäudes. Nach dem Ticketverkauf gelangen die Besucher über eine ca. 33 Meter lange Rolltreppe hinunter in das Untergeschoss. Das Untergeschoss besteht aus der „Dino-Straße“ und einem Diorama der Ausgrabungsstätte. Die Dino-Straße ist eine Passage, in der an der rechten und linken Wand verschiedene echte Fossilien aus aller Welt ausgestellt sind. Am Ende des Ganges befindet sich eine Nachbildung eines fast vollständigen Skeletts von Camarasaurus, das in Wyoming, USA, gefunden wurde. Die fossilen Originalknochen dieses Camarasaurus wurden präpariert und werden im ersten Stock des Museums ausgestellt.
Mehr als 40 Dinosaurierskelette, darunter 10 Originalfossilien, sind in der „Welt der Dinosaurier“ ausgestellt. Es gibt ein fast 200 m² großes Diorama, das die Jurazeit in Zigong, China, rekonstruiert. Dieses Diorama enthält einige Roboter-Dinosaurier, die sich bewegen und Geräusche machen.
Die „Wissenschaft der Erde“ (1F) konzentriert sich auf die Geowissenschaft, einschließlich Plattentektonik, Gesteinsbildung, Edelsteine und es gibt einen Mitmach-Ausstellungsraum für Kinder namens „Dino Labor“ (1–2F).
Die Besucher können an verschiedenen Quizspielen mit Dinosaurierfossilien teilnehmen und einige Exemplare anfassen, darunter einen echten Gliedmaßenknochen eines Tyrannosaurus. Durch ein großes Fenster können die Besucher das Labor für die Fossilienpräparation von innen sehen.
In der zweiten Etage zeigt die „Geschichte des Lebens“ verschiedene Exemplare sowie die Zeitachse von der Entstehung des Lebens bis zur Gegenwart. Die Exponate auf dieser Etage zeigen, wie sich die alten Einzeller zu Dinosauriern und Säugetieren wie dem Menschen entwickelten.
Bilder der Ausstellungshalle sind auf Google Street View veröffentlicht worden.
Einige Exponate befinden sich außerhalb des Museumsgebäudes, wie z. B. verschiedene Arten von Gesteinsproben, ein Baumstamm aus der Trias und eine Nachbildung eines Tyrannosaurierskeletts, das in Felsen liegt. Von Frühjahr bis Herbst können die Besucher Ausgrabungsaktivitäten im Park und in der Feldstation erleben.

## Standort und Bau
Der Standort für das Museum wurde gewählt, weil in Katsuyama viele Fossilien gefunden wurden und das Museum viele Fossilien aus der Umgebung verwendet. Das Museum wurde von Kisho Kurokawa entworfen und im Sommer 2000 als Herzstück der „Dino Expo Fukui 2000“ (japanisch 恐竜エキスポふくい2000) fertiggestellt, die im Nagaoyama-Park veranstaltet wurde.
Es wurde am 14. Juli 2000 mit einer Fläche von etwa 30.000 m² offiziell eröffnet. Die Ausstellungsfläche beträgt ca. 15.000 m² und zeigt derzeit rund 41.000 Objekte, was es zu einem der größten paläontologischen Museen in Japan macht. Die Ausstellungshalle wurde als Kuppel ohne Säulen gebaut, so dass die großen Dinosaurier in einem weiten Raum ausgestellt werden können.
Die Gesamtbaukosten beliefen sich auf etwa 14 Milliarden Yen (9,15 Milliarden für das Gebäude und 3,1 Milliarden für die Exponate).

## Schwestermuseen
Das Dinosaurier-Museum der Präfektur Fukui hat mit den folgenden Museen ein Abkommen über ein Schwestermuseum unterzeichnet:

- Kanada (23. November 2000), Royal Tyrrell Museum of Palaeontology
- Volksrepublik China (6. März 2001), Institut für Wirbeltierpaläontologie und Paläoanthropologie der Chinesischen Akademie der Wissenschaften, Chinesische Akademie der Wissenschaften
- Volksrepublik China (12. März 2004), Naturkundemuseum Zhejiang
- Volksrepublik China (22. März 2008), Dinosaurier-Museum Zigong
- Vereinigte Staaten (17. März 2010), Carnegie Museum of Natural History
- Volksrepublik China (8. Juli 2010), Institut für Geologie,  Chinese Academy of Geological Sciences (CAGS)
- Volksrepublik China (26. September 2010), Henan-Museum
- Vereinigte Staaten (7. Juli 2011), Museum of the Rockies, Montana State University
- Thailand (25. Juli 2014), Sirindhorn-Museum